# NGC 7582
NGC 7582 هي مجرة حلزونية تقع في كوكبة الكركي (كوكبة). ولها حجم زاوي 5.0 '× 2.1' يبعد حوالي 70 مليون سنة ضوئية عن الأرض ويبلغ قطره حوالي 000,100 سنة ضوئية. وتصنف المجرة مجرة زايفرت، وهي نوع من المجرات النشطة. هذه المجرة تقع في الجزء الغربي الأوسط العلوي من عنقود مجرات العذراء العظيم. يوجد ثقب أسود هائل ولديه كتلة 5.5+2.6
−1.9×108 M☉ .

## وصلات خارجية
- NGC 7582 على موقع ويكي سكاي: DSS2, SDSS, GALEX, IRAS, Hydrogen α, X-Ray, Astrophoto, Sky Map, Articles and images